# Odd Sørli (motståndsman)
Odd Sørli, född 15 juli 1912 i Trondheim, död 21 december 1976 i Trondheim, var en norsk motståndsman under andra världskriget. Han var medlem i Kompani Linge och blev för sin insats tilldelad  Krigskorset, Norges främsta utmärkelse.

## Andra världskriget
Efter det tyska angreppet på Norge den 9 april 1940 deltog Sørli i kampen mot invasionsstyrkorna i Trøndelag. Han gick tidigt med i motståndsarbetet och gick i kurirtrafik mellan Norge och Sverige innan han under 1941 kom till Storbritannien. Han gick där in i de norska styrkorna för att fortsätta kampen och blev medlem i Norwegian Independent Company No. 1, senare känt som Kompani Linge. Sørli fick i uppdrag att organisera motståndsarbete i Trøndelag, etablera radiosändare och byggde ut Milorgs verksamhet i regionen.
Motståndsverksamheten i Sørlis och hans medarbetares regi försökte Henry Rinnan avslöja med sin grupp Sonderabteilung Lola. Flera blev tagna, men Sørli klarade sig undan. Medlemmar i Sørlis familj greps och utsattes för tortyr, och familjemedlemmarna blev även fråntagna sitt hem.

## Efter kriget
Efter kriget blev Sørli och brodern Kjell anlitade som utredare i den landsomfattande upprensningen av de norrmän som samarbetat och arbetat åt nazisterna och inte minst Gestapo under krigsåren. Hösten 1945 förhörde man Henry Rinnan. Tillsammans med sin bror utarbetade han ett manuskript vilket baserades på de uppgifter man fick från förhören med Henry Rinnan. Efter 1976 överläts manuskriptet av Sørlis  till Norges Hjemmefrontmuseum och 2007 publicerades det i boken Rinnans testamente (Aschehoug). 
Då Henry Rinnan avrättades 1947 leddes avrättningsplutonen av Odd Sørli.
Sørli var norsk mästare i rodd och orientering. Alpinisten Odd Sørli, son till Kjell Sørli, är namngiven efter sin farbror. Han har fått en väg i Trondheim uppkallad efter sig, Odd Sørlis veg.

## Utmärkelser
Den 26 mars 1943 tilldelades Sørli Krigskorset med svärd för sin insats, Norges högsta utmärkelse. Han fick även Order of the British Empire och USA:s Medal of Freedom.